# Пескопеннатаро
Пескопеннатаро (італ. Pescopennataro) — муніципалітет в Італії, у регіоні Молізе, провінція Ізернія.
Пескопеннатаро розташоване на відстані близько 155 км на схід від Рима, 50 км на північний захід від Кампобассо, 32 км на північ від Ізернії.
Населення — 288 осіб (2014).
Щорічний фестиваль відбувається 16 серпня. Покровитель — святий Рох.

## Демографія
Населення за роками:

Станом на 1 січня 2023 року в муніципалітеті офіційно проживало 10 іноземців з 3 країн, серед них 1 громадянин країн Євросоюзу.

## Сусідні муніципалітети
- Аньоне
- Боррелло
- Капракотта
- Розелло
- Сант'Анджело-дель-Песко